# FK Sloga Trn
FK Sloga Trn (serb. cyr. ФК Слога Трн, bośn. FK Sloga Trn) – bośniacki klub piłkarski, mający siedzibę w mieście Trn, na północy kraju, grający od sezonu 2015/16 w Drugiej lidze Republiki Serbskiej.

## Historia
Chronologia nazw:
- 1938: FK Sloga Trn (serb. cyr. ФК Слога Трн)

Klub piłkarski FK Sloga został założony w Trnu w 1938 roku. Sloga (tłum. z języka serb. - "hasło"). Od 1945 rozpoczęto rozgrywać mistrzostwa nowej Jugosławii. W socjalistycznej Jugosławii klub rywalizował w różnych niższych ligach, przeważnie na poziomie piątym lub szóstym. W latach 80. XX wieku głównie występował w Međuopštinskiej lidze Banjaluka (D5) lub Grupnej lidze Lijevče (D6).
Kiedy w 1992 roku wybuchła wojna w Jugosławii klub nie rozgrywał oficjalnych gier aż do 1995 roku. Po zakończeniu wojny klub startował w drugiej lidze Republiki Serbskiej (D2), zajmując drugie miejsce w grupie Banja Luka. Następnie w barażach wygrał 0:0, 8:0 z FK Modriča i awansował do pierwszej ligi Republiki Serbskiej (D1) (w latach 1995-2002 Prva liga RS była najwyższym poziomem - tak jak Republika Serbska bojkotowała Związek Piłkarski Bośni i Hercegowiny, ale nie była uznana przez UEFA). Sezon 1996/97 był bardzo udanym dla klubu. Najpierw zwyciężył w grupie zachodniej pierwszej ligi, a potem w finale o tytuł mistrza kraju przegrał 0:2, 1:0 z Rudarem Ugljevik. Również zdobył Puchar Republiki Serbskiej. Ale potem zespół pokazywał coraz gorsze wyniki. W sezonie 1999/2000	wygrał tylko jeden mecz oraz jeden zremisował, mając ogromną różnicą bramek 15-211, zajął ostatnie 20.miejsce i spadł do drugiej ligi Republiki Serbskiej. Od sezonu 2002/03 po porozumieniu ze Związkiem Piłki Nożnej Bośni i Hercegowiny druga liga Republiki Serbskiej spadła w hierarchii na trzeci poziom po bośniackiej Premijer Lidze oraz zapleczu (pierwsza liga Bośni i Hercegowiny i pierwsza liga Republiki Serbskiej). W sezonie 2004/05 zespół zwyciężył w grupie zachodniej i wrócił do pierwszej ligi Republiki Serbskiej (D2), ale po roku spadł z powrotem do drugiej ligi. W sezonie 2008/09 ponownie zwyciężył w grupie zachodniej i awansował do pierwszej ligi, ale tak jak poprzednio, po roku spadł z powrotem do drugiej ligi. W 2012 spadł nawet do regionalnej ligi serbskiej (D4). Po trzech latach w 2015 wrócił do drugiej ligi serbskiej.

## Barwy klubowe, strój, herb, hymn
|  |  |

Klub ma barwy niebiesko-białe. Piłkarze domowe spotkania zazwyczaj grają w niebieskich koszulkach, niebieskich spodenkach oraz niebieskich getrach.

## Sukcesy

### Trofea międzynarodowe
Do chwili obecnej klub jeszcze nigdy nie zakwalifikował się do rozgrywek europejskich.

### Trofea krajowe
Bośnia i Hercegowina
| \| \| Zdobyte trofea w rozgrywkach Bośni i Hercegowiny (stan na: 31-05-2021) \| |                                                                        |      |                            |
| Rozgrywki                                                                       | Osiągnięcie                                                            | Razy | Sezon(y)                   |
| Mistrzostwo                                                                     | I miejsce                                                              | 0    |                            |
| Mistrzostwo                                                                     | II miejsce                                                             | 0    |                            |
| Mistrzostwo                                                                     | III miejsce                                                            | 0    |                            |
| Puchar                                                                          | zdobywca                                                               | 0    |                            |
| Puchar                                                                          | finalista                                                              | 0    |                            |
| II liga                                                                         | I miejsce                                                              | 0    |                            |
| II liga                                                                         | II miejsce                                                             | 1    | 1995/96 (grupa Banja Luka) |
| II liga                                                                         | III miejsce                                                            | 0    |                            |
| Bośnia i Hercegowina                                                            | Zdobyte trofea w rozgrywkach Bośni i Hercegowiny (stan na: 31-05-2021) |      |                            |

- Druga liga Republike Srpske (III poziom):
  - mistrz (2): 2004/05 (Zapad), 2008/09 (Zapad)
  - wicemistrz (1): 2007/08 (Zapad)
  - 3.miejsce (1): 2006/07 (Zapad)

- Mistrzostwa Republiki Serbskiej:
  - wicemistrz (1): 1996/97

- Puchar Republiki Serbskiej:
  - zdobywca (1): 1996/97
  - finalista (1): 1998/99

Jugosławia
| \| \| Zdobyte trofea w rozgrywkach Jugosławii (stan na: 31-05-1991) \| |                                                               |      |          |
| Rozgrywki                                                              | Osiągnięcie                                                   | Razy | Sezon(y) |
| Mistrzostwo                                                            | I miejsce                                                     | 0    |          |
| Mistrzostwo                                                            | II miejsce                                                    | 0    |          |
| Mistrzostwo                                                            | III miejsce                                                   | 0    |          |
| Puchar                                                                 | zdobywca                                                      | 0    |          |
| Puchar                                                                 | finalista                                                     | 0    |          |
| II liga                                                                | I miejsce                                                     | 0    |          |
| II liga                                                                | II miejsce                                                    | 0    |          |
| II liga                                                                | III miejsce                                                   | 0    |          |
|                                                                        | Zdobyte trofea w rozgrywkach Jugosławii (stan na: 31-05-1991) |      |          |

## Poszczególne sezony

### Rozgrywki międzynarodowe

#### Europejskie puchary
Nie uczestniczył w rozgrywkach europejskich.

### Rozgrywki krajowe
Bośnia i Hercegowina
| \| Bośnia i Hercegowina \| Bilans występów klubu w rozgrywkach piłkarskich Bośni i Hercegowiny (Stan na 31 maja 2021 r.) \| \| |                                                                                               |        |       |   |   |   |    |    |     |                                             |        |        |      |
| Poziom | Rozgrywki                                                                                     | Sezony | Mecze | Z | R | P | B+ | B– | Pkt | Lata                                        | Awanse | Spadki | Naj. |
| I | Premijer liga (do 2002-Prva liga RS)                                                          | 4      |       |   |   |   |    |    |     | 1996–2000                                   | 0      | 1      | 2    |
| II | Prva liga Republike Srpske (do 2002-Druga liga RS)                                            | 5      |       |   |   |   |    |    |     | 1995/96, 2000–2002, 2005/06, 2009/10        | 1      | 3      | 2    |
| III | Druga liga Republike Srpske                                                                   | 14     |       |   |   |   |    |    |     | 2002–2005, 2006–2009, 2010–2012, od 2015/16 | 2      | 1      | 1    |
| IV | Regionalna liga Republike Srpske                                                              | 3      |       |   |   |   |    |    |     | 2012–2015                                   | 1      | 0      | 2    |
| | Puchar Bośni i Hercegowiny                                                                    | 0      |       |   |   |   |    |    |     |                                             | 0      | 0      |      |
| Bośnia i Hercegowina | Bilans występów klubu w rozgrywkach piłkarskich Bośni i Hercegowiny (Stan na 31 maja 2021 r.) |        |       |   |   |   |    |    |     |                                             |        |        |      |

Jugosławia
| \| \| Bilans występów klubu w rozgrywkach piłkarskich Jugosławii (Stan na 31 maja 1991 r.) \| | |        |       |   |   |   |    |    |     |      |        |        |      |
| Poziom                                                                                        | Rozgrywki | Sezony | Mecze | Z | R | P | B+ | B– | Pkt | Lata | Awanse | Spadki | Naj. |
| I                                                                                             | Prva savezna ligа | 0      |       |   |   |   |    |    |     |      | 0      | 0      |      |
| II                                                                                            | Potsavez Banja Luka / Podsavezna nogometna liga / 2. liga                                                                     | 0      |       |   |   |   |    |    |     |      | 0      | 0      |      |
| III                                                                                           | Republička liga NR Bosne i Hercegovine / zonska liga BiH / Međuzonska liga BiH / Banjalucka zonska liga / Međurepublička liga | 0      |       |   |   |   |    |    |     |      | 0      | 0      |      |
|                                                                                               | Puchar Jugosławii | 0      |       |   |   |   |    |    |     |      | 0      | 0      |      |
|                                                                                               | Bilans występów klubu w rozgrywkach piłkarskich Jugosławii (Stan na 31 maja 1991 r.)                                          |        |       |   |   |   |    |    |     |      |        |        |      |

## Struktura klubu

### Stadion
Klub piłkarski rozgrywa swoje mecze domowe na Gradskim stadioniem w Trnu, który może pomieścić 400 widzów.

## Kibice i rywalizacja z innymi klubami

### Derby
- FK Borac Banja Luka
- BSK Banja Luka
- FK Krila Krajine Banja Luka
- FK Laktaši
- FK Željezničar Banja Luka